# London Mithraeum
A London Mithraeum, más néven Mithrász-temploma, Walbrook egy római kori templomrom, az Egyesült Királyságban, London történelmi központjában. A Mithrász isten kultuszához köthető egykori szertartási helyet (Mithrász-szentélyt) City of London egyik kerületének, Walbrooknak az egyik utcájában egy építkezés során fedezték fel 1954-ben. A feltárást követően a teljes területet áthelyezték, hogy lehetővé tegyék az építkezés folytatását. A romok 1962-től a szabadban is megtekinthetők voltak. A maradványokat később visszahelyezték eredeti helyére és restaurálták. 
Mithrász-temploma az egyik leghíresebb 20. századi római kori régészeti lelet Londonban.
A kétszer átköltöztetett rom jelenleg egy 21. századi modern irodaépület, a Bloomberg sajtóügynökség európai központjának alagsorában, hét méterrel a földfelszín alatt helyezkedik el és nyilvánosan látogatható.

## Története

### 3. század: Az alapítás
A perzsa Mithrász isten kultusza (mithraizmus) az 1. században jelent meg Rómában és a következő 300 évben az egész birodalomban elterjedt. A Mithrász isten tiszteletére emelt templomokat gyakran a föld alatt építették és a mítosz szerint egy barlangban Mithrász megölt egy bikát.   
A régészek úgy tartják, hogy nagyjából 2000 éve alakulhatott meg a kultusz, azonban létét még ma is rengeteg titok övezi. A rítusok teljes titoktartásban zajlottak, a tagok csak férfiak lehettek, akik titkos kézfogással és jelszavakkal ismerték fel egymást.
A londoni Mithraeumot a 3. század első felében egy londiniumból származó római polgár építette, a Temze egyik mellékfolyója, a Walbrook patak  
Az eredeti mithreum a ma már fedett Walbrook patak keleti partján állt, amely a római Londinium egyik legfontosabb édesvízforrása volt. A templom részben a föld alatt épült, emlékeztetve Mithrász barlangjára, ahol a Mithra-kori vízkeresztség zajlott.
Valószínű, hogy az épületet egy magánház kertjének hátsó részében emelték.
Az épület a 4. század elején összeomlott és Mithrász híveinek nem volt módjuk újjáépíteni azt. A templomot később helyreállították és újra felszentelték, valószínűleg Bacchus tiszteletére. Bacchus kultusza a negyedik század végéig maradt fenn, majd a templomot elhagyták. A szentély építőanyagának nagy részét később széthordták, maradványait szeméttel és földrétegekkel temették be. A 20. századra az akkori utca szintje közel 7 méterrel lett magasabb a 3. századi római utca felett.

### 19. század: A felfedezés előzményei
A viktoriánus kori építkezések során a mithraeum berendezési tárgyai közül előkerült néhány darab. 1889-ben három műtárgyat is felfedeztek itt: egy vízistenséget ábrázoló szobor maradványát, egy géniusz szobrot, amely valószínűleg a mitológiai geniust ábrázolja, valamint egy márványból készült domborművet
(432 × 508 mm), amely a tauroktónia jelenetét mutatja, amikor Mithrász egy barlangban megöli a bikát.

### 20. század: A mithraeum megtalálása
A második világháború idején a náci hadvezetés heves légitámadásokat intezett London ellen. 1941. május 11-én súlyos bombatalálat érte Walbrook környékét, ami romhalmazzá vált. A bombatelepen 1952-ben egy véletlenszerű felfedezés régészeti maradványokat tárt fel. A lelet felfedezője William Francis Grimes walesi régész volt, akinek szemei előtt először az egykori mithraeum íves apszisfala tárult fel. Építészeti hasonlósága miatt a feltáró régész kezdetben keresztény szentélynek hitte a téglalap alakú, kettős padozattal ellátott épületet, ám hamar kiderült, hogy Nagy-Britannia egyik leggazdagabb mithreumára és London első ilyen jellegû felfedezésére bukkantak.
A felfedezést nyilvánosságra hozták a sajtóban és Londont megragadta ez az izgalmas lelet és néhány napon 30 000 ember állt sorban, hogy körülnézzen a helyszínen. Sokak körében viszont nagy felháborodást váltott ki, hogy londoniak tömegei álltak sorban, hogy megnézzék az ásatást. 1954-ben egy pénzügyi szolgáltató cég egy 14 emeletes irodaház, a Bucklersbury House felépítésére vette meg a területet, és az építkezést megelőzően további nagy ásatások vették kezdetét, W. F. Grimes (1905–1988) és későbbi felesége Audrey Williams (1902–1978) irányításával. A kutatások során további jó állapotban lévő használati tárgyakat találtak, valamint öt márvány szobor töredéket ástak ki a háború romjai közül. 
Az ásatást meghosszabbították ami további felfedezéseket tett lehetővé, viszont késleltette az építkezést. Az ásatások utolsó napján, 1954. szeptember 18-án a csapat megtalálta a Mithrász-szobor márványfejét, amely az egyik legnagyobb lelet a lelőhelyről és a római kori London egyik legfontosabb műtárgya lett.
A templomot ekkor i.sz. 240-250 körülre datálták, a szobrok maradványait pedig egy későbbi időszakra. A talált leletek a Museum of London gyűjteményébe kerültek.

### Az első áthelyezés

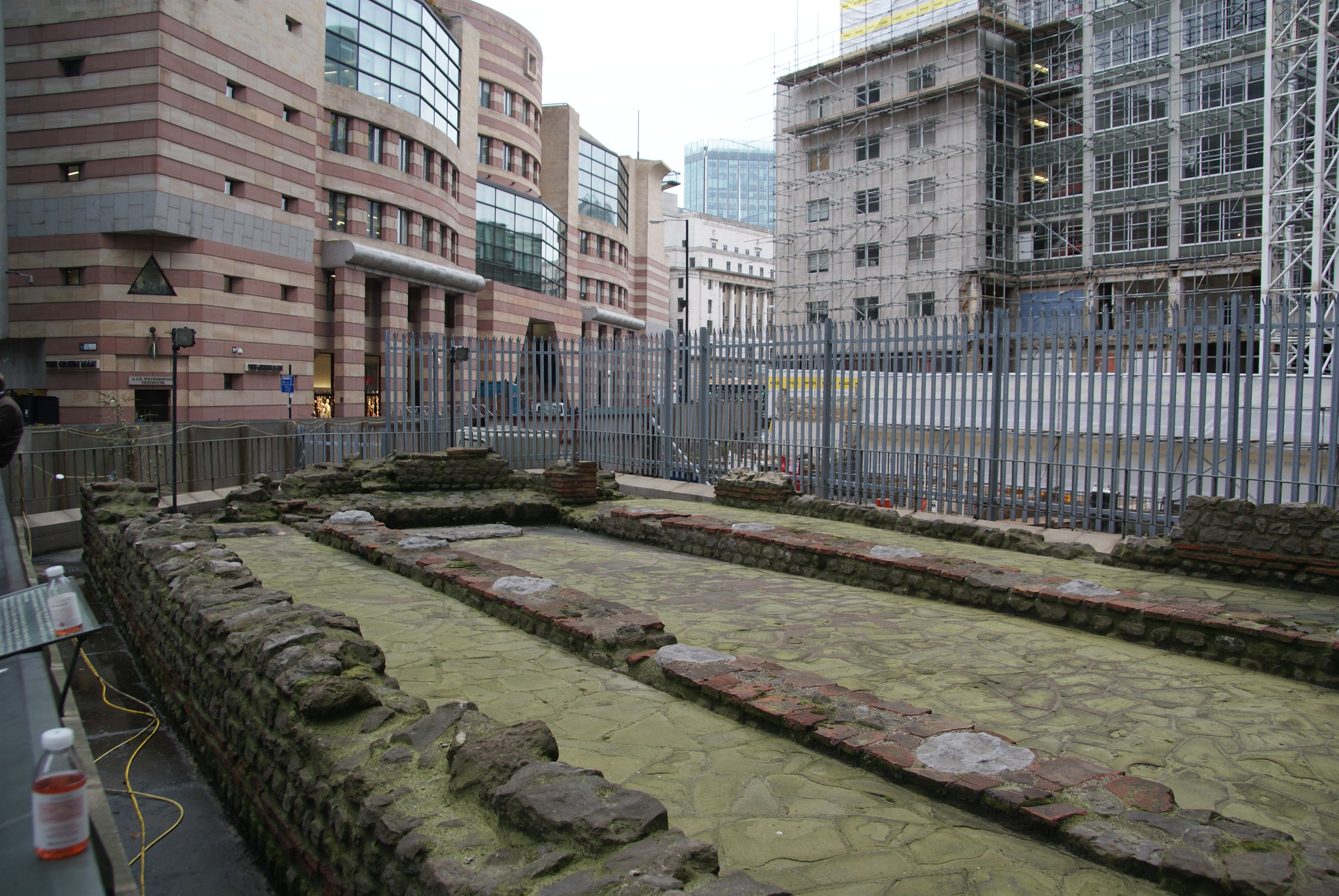
Az 1962-ben áthelyezett Mithraeum 2004-ben, a Queen Victoria Street mellett.

A templom 1954-es feltárása után, még a Bucklersbury House építkezésének megkezdése előtt a média nyomást gyakorolt arra, hogy ne építsenek rá a maradványokra, hanem valahogy őrizzék meg őket. Az új épület újratervezése és a régészeti lelőhely meghagyása közötti kompromisszumként a telek tulajdonosa azt javasolta, hogy bontsák le és helyezzék át egy másik helyre. Az 1950-es évek közepétől 1962-ig először raktárba helyezték a szentély köveit, majd 1961-1962-ben a rekonstruált templom maradványait az eredeti helyétől mintegy 90 méterrel arrébb helyezték el, a Queen Victoria Street mentén egy nyitott, parkolásra szánt és a nyilvánosság számára hozzáférhető területen. Az alapokat az utca szintjén újra összeállították egy nyilvános szabadtéri kiállítás céljából és a romterület 1962-től a szabadban is megtekinthető volt. A rekonstrukció azonban nem volt pontos és kritikákat váltott ki a felhasznált anyagok miatt. Ugyanis a munka során nem konzultáltak a régészekkel, ami nagyban hozzájárult ahhoz, hogy a modern anyagokat is használó építkezés során hibákat kövessenek el. A rekonstrukció 2007-ben műemléki minősítést kapott és 2011-ig állt ezen a helyen.

### 21. század: A második áthelyezés
2006-ban a terület városfejlesztési projektjének jóváhagyását követően, amely magában foglalta az új Walbrook Square Projekt létrehozását és a régi Bucklersbury House lebontását, a multinacionális Bloomberg cég 2010-ben megvásárolta a projektet és úgy döntött, hogy új épületet épít európai központjának és ezzel egyidejűleg finanszírozza a mithraeum átstrukturálását és áthelyezését az eredeti helyére, az épület alá. A tervek a mithraeum rekonstrukciójának lebontását és a templom eredeti helyére történő áthelyezését irányozták elő. Az 1960-as években készült rekonstrukciót 2011-ben lebontották, a templom romjait pedig a Bloomberg épület alagsorában rekonstruálta a Londoni Régészeti Múzeum (Museum of London Archaeology, röviden MOLA) régészeiből álló csapat. Az ásatás során a régészek még alaposabb munkát végeztek és feltárták a Mithrász-templom eredeti alapjait, amelyek pontosabb rekonstrukciót adtak. Az új helyszín 7 méterrel a modern utcaszint alatt található, a Bloomberg európai központjának épülete alatti kiállítótér részeként. A templomot eredeti helyzetétől kissé nyugatra helyezték át, hogy megőrizzék a falak azon részeit, amelyeket 1952–54-ben még nem tártak fel, és amelyek túlságosan törékenyek voltak ahhoz, hogy bemutathassák. A rekonstrukciót 2017-ben nyitották meg a nagyközönség számára.

## Az egykori templom leírása
A templom alacsony, barlangszerű épület volt és körülbelül 100 évig használták. A téglalap alaprajzon épült mithraeum faragott kövekből épült, de téglát és tetőcserepet is használtak az építkezéshez. A templom nagyobb volt, mint egy tipikus mithraeum. Hossza 18 méter, szélessége 8 méter volt és körülbelül harminc fő befogadására volt alkalmas. Az épületben valószínűleg nem voltak ablakok, így fáklyákkal kellett megvilágítani.
A mithraeum keleti részén narthex, nyugati részén pedig félkör alakú apszis volt. 
A falak hét oszlopa a Mithrász-imádat hét fokozatát jelképezhette. Az apszisban volt egy emelvény, amelyen Mithrász szobra állt. A templomnak eredetileg egy süllyesztett hajója volt, amelyet hét hengeres kőoszlop két sora tagolt és amelyek három különálló térre osztották a belső teret. Az apszis előtti oltár mögött volt minden valószínűség szerint az a szobor vagy dombormű, amely Mithrász szokásos tauroctonìáját ábrázolja. Az oltár mellett egy rituális kút is volt. 
Az oszlopsor külső oldalain megemelt faburkolattal ellátott ülőhelyek voltak, amelyek padként szolgáltak és ahol a hívek foglaltak helyet a szertartás alatt. A hajó padlózatát fadeszkák fedték. A jelenlegi romok az eredeti szerkezet mintegy 15%-át teszik ki, és főként a kerületi falak részeiből állnak.

## A feltárásról és az előkerült leletekről

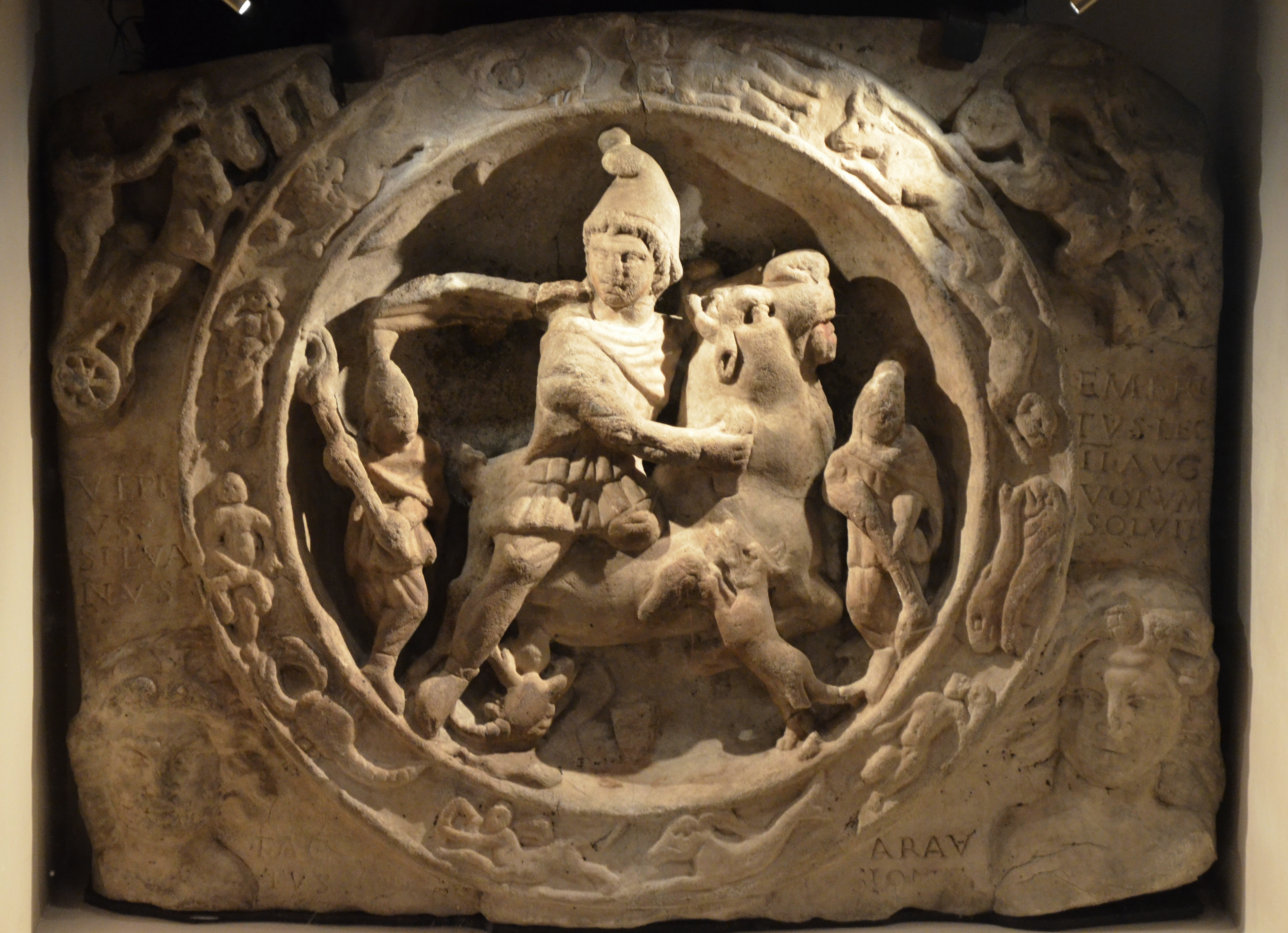
Fehér márvány dombormű, amely Mithraszt ábrázolja, amint a bikát megöli. Walbrook lelőhelyén találták és a Museum of Londonban látható

Az itt talált leletek egy rendkívül gazdag szentély inventáriumról tanúskodtak. A környéken már a 19. század második felében előkerült néhány római kori lelet, például amforák, írótáblák, fogadalmi leletek jelentős feliratokkal. A névadó istenség Mithrász tauroctonìájának kör alakú, ritka ikonográfiai típusba tartozó dombormûve később a szentély és a Londoni Régészeti Múzeum egyik szimbólumává vált. A leletek között azonban találtak olyan Rómából származó szobormaradványokat is, mint Bacchus, Minerva, Mercurius és más római istenség kultuszára utaló emlékek, melyek miatt egyes kutatók arra a feltételezésre jutottak, hogy a szentélyt a 4. században átalakították egy Bacchus-Liber Paternek szentelt templommá. Ezt a hipotézist a Szerápisz fehér márványból készült fejének felfedezése, valamint a Minervát és Mithrászt ábrázoló domborművek pontos rituális lerakása is megerősítette. Ugyanakkor előkerült néhány helyi készítésű agyagszobrocska is, amely a haját fésülködő Venust ábrázolja. Mindezek a leletek a British Museumba kerültek, ahol ma is láthatók.
A Walbrook-patak és a természetes vízelvezetés a római kortól kezdve megtartották a talaj nedvességét. Ennek köszönhető a műtárgyak és az olyan anyagok kivételes túlélése, mint a fa és a bőr, amelyek sorra kerültek elő az iszapos, nedves talajból. A helyszínen rétegről rétegre római faépületek, kerítések őrződtek meg és személyes tárgyakat, lábbeliket, ruhákat és dokumentumokat is találtak. A területet a szerves műtárgyak tökéletes megőrzése miatt az "északi Pompeiinek" nevezték el. Az itt talált 407 írótábla közül a legkorábban keltezett i.sz. 57. január 8-ki dátummal szerepel. A rajta szereplő szöveg szerint („Én, Tibullus, Venustus felszabadítója írtam és tartozom Gratusnak, Spurius felszabadítójának 105 dénárral az eladott és leszállított áru árából”), ez volt az első feljegyzés egy pénzügyi tranzakcióról City of Londonban.
A leletek közül kiemelkedik az a néhány i.sz. 1-5. századra datálható  feliratos fából készült asztal, amelyek a Londino helynév első bizonyságát képviselik, amelyből a Londinium név származik.
A Walbrook Mithraeum néven is elhíresült szentély nemcsak a római provinciális régészet számára volt jelentős felfedezés, hanem London városi régészeti történetében is kulcsszerepet játszott, mivel rámutatott a városi területen zajló mentőásatások jelentőségére, azok alapos munkával történő kutatásának fontosságára.
A régészek csodálkozására a civil lakosság pozitívan fogadta a városi ásatásokat, nagy tisztelettel és érdeklődve viszonyult a felfedezéshez. A régészek interjúkat, filmeket, posztereket készítettek, amelyekkel az ásatást népszerûsítették. A londoni római szentély lett a közönségrégészet (public archaeology) első és egyik legemlékezetesebb példája Nyugat-Európában.

## A mithraeum mint múzeum
A London Mithraeumot egy nyilvános kiállítás részeként 2017. november 14-én nyitották meg, a Bloomberg londoni épületében. A Bloomberg Space kiállítási területén belül, hét méterrel a mai utcaszint alatt, a legutóbbi ásatás során talált műtárgyak széles és részletes válogatásával együtt, előzetes regisztrációval ingyenesen látogatható. A múzeum három helyiségből áll, a túra körülbelül negyven percig tart és a földszintről indul.

### Földszint
Az első teremben időszaki kiállítás tekinthető meg, amely feltörekvő kortárs művészek installációinak ad otthont, állandó kiállításként pedig egy nagy vitrinben, az itt megtalált közel 14 000 római kori műtárgy közül 600 különféle tárgyat tartalmaz:korabeli érméket, szandálokat, fibulákat, ékszereket, szerszámokat, munkaeszközöket, kulcsokat, fésűket, írótáblákat és különféle edénytöredékeket, amforákat, olajlámpásokat és szobortöredékeket.

### Első pinceszint
Az első alagsori szinten egy fekete márvánnyal borított szoba az istentisztelet témáját mutatja be interaktív videókkal felszerelt standokon, amelyek bemutatják a mithraizmus fogalmát, a templom jellemzőit és felfedezésének részleteit. Itt látható Mithrász faragott fejének gyantából készült rekonstrukciója, az eredeti a Museum of Londonban található.
Egy második gyantamásolat a kultusz központi képét, a „tauroctonìát” ábrázolja, amint Mithrász megöl egy szent bikát egy barlangban.

### Második pinceszint
A múzeum központi eleme a új mithreum rekonstrukció, amelyhez egy második lépcső vezet a második földalatti emeletre. A lépcsőkön lefelé, a római London szintjére vezetve egy sötét térbe lépünk. A templom feltételezett térfogatát egy ködös fényjáték szimulálja, amelyet hangeffektek, a „szertartás” hangjai kísérnek, felidézve a a Mithrász-kultusz rituáléját. Majd felgyulladnak a fények és mindenki szabadon felfedezheti a teret, körbejárhatja a szentélyt és a kultusz ikonikus központi képét, Mithrászt amint megöli a bikát. A mithraeum teljes falszerkezete az eredeti helyére került. A falazat nagy része az eredeti római szerkezetből származik, a padlót kézzel festett, valódi római földből öntött műgyanta alkotja, amelyet régészek fektettek le és tapostak le a hiteles megjelenés érdekében. A romokat úgy rekonstruálták, ahogyan az 1954. októberi feltárás végén voltak, tükrözve a 240 körüli első építési fázist. A kövek és téglák nagy többsége eredeti, a fa, vakolat és mészhabarcs új, de a korabeli római londoni építmények habarcsmintái alapján készült. A templomot a helyszínen talált műtárgyakkal együtt mutatják be.